# Thrypticus tsacasi
Thrypticus tsacasi är en tvåvingeart som beskrevs av Negrobov och Stackelberg 1972. Thrypticus tsacasi ingår i släktet Thrypticus och familjen styltflugor. Inga underarter finns listade i Catalogue of Life.